# 羅生門 (小說)
《羅生門》（日语：／ Rashōmon），日本小說家芥川龍之介的短篇小說，1915年11月發表于杂志《帝国文学》上。故事是引用古典民間文學《今昔物語》中“羅城門登上層見死人盜人語第十八”的部分情節，加上作者的想像完成的。

## 背景地
羅生門在日文漢字中是「羅城門」之誤寫，原來的意義是「京城門」，指的是7世紀日本皇都所在平城京及平安京的首都城的正門，後來日本皇室衰落，天災內亂頻仍，羅城門因年久失修，成為一個殘破不堪的城門，也正是這篇小說的背景地點。

## 故事大纲
平安時代後期有一位被主人解雇的武士，傍晚在「羅生門」城樓，考慮是否要偷竊維生或是充滿道德地餓死。他看見一個老太婆正在拔取城樓上一具無名女屍的長髮，準備編織成假髮變賣換錢。武士便出面抓住這個老太婆，責問她褻瀆屍體的行為。老太婆辯稱這個死人生前把蛇肉假裝成魚肉騙人維生，並認為「自己也是為了維生才拔掉死人的頭髮」。這位饑腸轆轆的武士聽到這些話，心中一念，「大家都想求生存不是嗎？」，轉眼間變成強盜，他打昏了老太婆，剝去她身上可以變賣的衣服，趁著天黑逃離現場。整個故事以「羅生門」的特殊場景，描寫充滿自私的人性，同時反映出人性醜惡的一面。

## 衍生作品及影響
1950年黑澤明所拍攝，並贏得1951年威尼斯電影節金獅獎的電影《羅生門》，是根據芥川龍之介的《羅生門》及另外一部小說《竹藪中》改編，將其二劇情和主題融為一部電影。受到此部電影影響，「羅生門」成了眾人各說各話，搞不清楚事情真相的代名詞，但實際上這種現象是《竹藪中》的故事情節。
這些劇情橋段，開始廣泛用在電視劇及電影上，把矛盾逐步昇華，讓劇情緊張，類似情況「法庭」、「警局」、「偵探」題材居多。

## 外部連結
- 『羅生門』：中文翻譯 （页面存档备份，存于）
- 『羅生門 (小說)』：新字新仮名 - 青空文庫（日語）
- 『羅生門の後に』：新字新仮名 - 青空文庫（日語）